# Олигоцен
| система                                                                          | отдел    | ярус          | Нижняя граница, млн лет |
| -------------------------------------------------------------------------------- | -------- | ------------- | ----------------------- |
| Неоген                                                                           | Миоцен   | Аквитанский   | 23,04                   |
| Палеоген                                                                         | Олигоцен | Хаттский      | 27,3                    |
| Палеоген                                                                         | Олигоцен | Рюпельский    | 33,9                    |
| Палеоген                                                                         | Эоцен    | Приабонский   | 37,71                   |
| Палеоген                                                                         | Эоцен    | Бартонский    | 41,03                   |
| Палеоген                                                                         | Эоцен    | Лютетский     | 48,07                   |
| Палеоген                                                                         | Эоцен    | Ипрский       | 56,0                    |
| Палеоген                                                                         | Палеоцен | Танетский     | 59,24                   |
| Палеоген                                                                         | Палеоцен | Зеландский    | 61,66                   |
| Палеоген                                                                         | Палеоцен | Датский       | 66,0                    |
| Мел                                                                              | Верхний  | Маастрихтский | больше                  |
| Деление и золотые гвозди в соответствии с IUGS по состоянию на декабрь 2024 года |          |               |                         |

Олигоце́н (др.-греч. ὀλίγος — «небольшой» + καινός — «новый») — последняя эпоха палеогенового периода. Начался 33,9 миллиона лет назад и закончился 23,03 миллиона лет назад. Продолжался, таким образом, около 11 млн лет. Олигоцен наступил вслед за эоценом и сменился миоценом, которым начался неогеновый период.
В начале олигоцена произошло похолодание климата: Антарктида начала покрываться ледяным щитом, на других континентах стало холоднее и суше (в Северной Америке среднегодовая температура упала на 8 °C, что привело к вымиранию многих амфибий и рептилий). Увеличилось разнообразие млекопитающих, включая ранних слонов и мезогиппусов, предков современной лошади. В начале этой эпохи вымирают более древние виды млекопитающих.

## Жизнь в олигоцене
В начале олигоцена климат на планете был сухим и прохладным, что способствовало образованию открытых равнин, полупустынь и кустарниковых зарослей. В результате изменения климата в конце эоцена многие древние семейства млекопитающих вымерли. Их место заняли новые виды зверей, включая и прямых предков некоторых современных млекопитающих — носорогов, лошадей, свиней, верблюдов и кроликов.
В лесах и лесостепях Азии в среднем олигоцене возникла так называемая «индрикотериевая фауна». Среди млекопитающих продолжают появляться гигантские травоядные (индрикотерии, например, не уступали размерами многим динозаврам — они могли достигать 5 метров в высоту и весить до 15 тонн) и кровожадные хищники (такие как энтелодон и гиенодон). Возникают первые представители отряда хищных (например, похожий на собаку цинодикт).

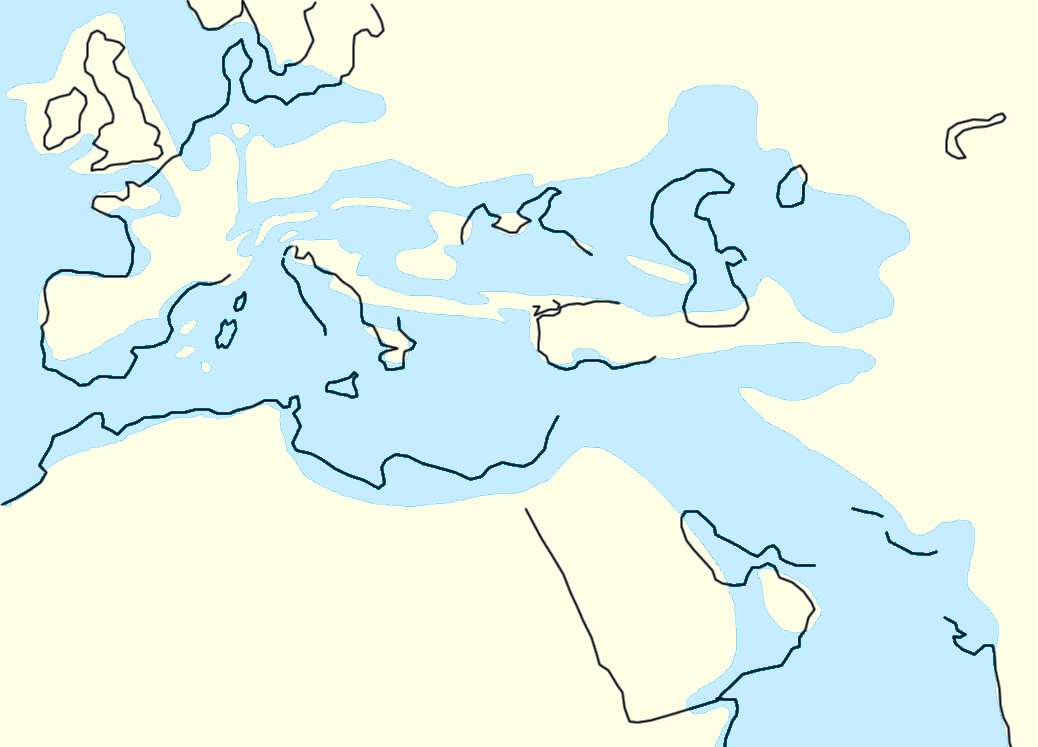
Море Неотетис в эпоху олигоцена (рюпельский век, 33,9—28,4 млн лет назад)

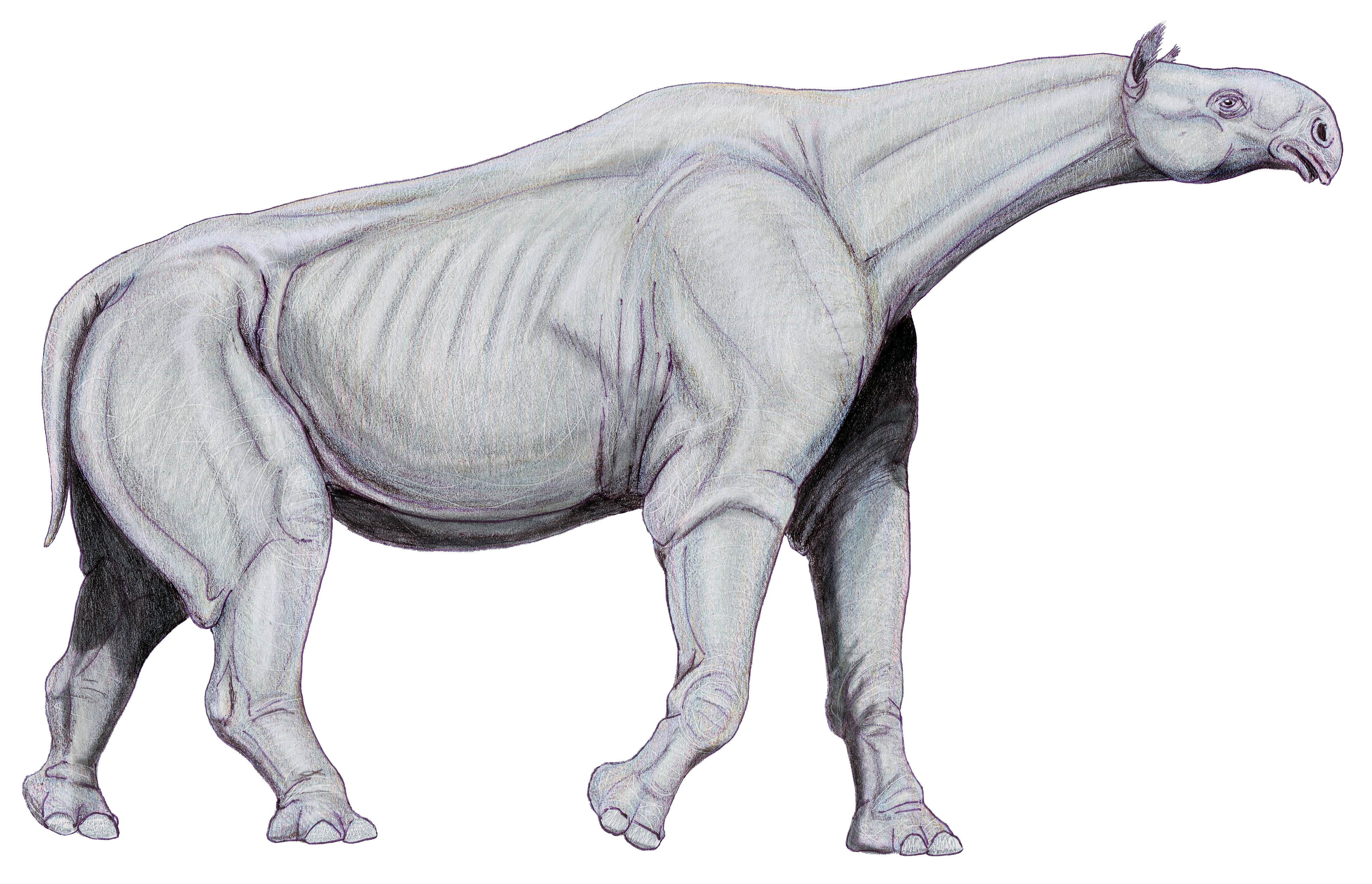
Реконструкция Paraceratherium (Indricotherium)

В результате продолжавшегося расхождения континентов Южная Америка и Австралия полностью обособились от остального мира. Со временем на этих «островных» континентах сформировалась уникальная фауна, представленная сумчатыми млекопитающими и другими эндемичными животными.
Около 25 млн лет назад в Азии образуются первые обширные равнины, поросшие злаками — степи. С тех пор злаки, которые прежде были несущественным элементом наземных ландшафтов, во многих частях света постепенно превращаются в господствующий тип растительности, покрывшей в конце концов пятую часть поверхности суши.
Согласно современным геологическим данным C4-фотосинтез возник в олигоцене около 30 миллионов лет до нашей эры. Этот период характеризуется падением температуры и концентрации диоксида углерода (с 1000 частей на миллион до примерно 300 частей на миллион). Кроме того, атмосферная концентрация O2 увеличилась с 18 % до 21 %. Сложились крайне неблагоприятные для C3-фотосинтеза условия, способствовавшие высокому фотодыханию. Предполагается, что именно низкая доступность CO2 явилась причиной начала отбора растений с нагнетающими механизмами, что в конечном итоге привело к появлению C4 и CAM. Климат того времени стал более засушливым, появились открытые пространства с высокой освещённостью, усилилась сезонность и количество пожаров, что также, вероятно, сыграло значительную роль в отборе признаков C4- и CAM-видов.